# 下原八幡神社
下原八幡神社（しもはらはちまんじんじゃ）は、岐阜県下呂市金山町中津原にある神社である。

## 祭神
- 応神天皇

## 歴史
仁徳天皇の時代に創建されたと伝わる。当時、飛騨の地には大和朝廷に従わない、2つの顔と4本の手を持つ両面宿儺という怪物がいた。これを討伐するため難波根子建振熊命が道中、当地に来て宿り大岩に仮の斎場を設け武神（八幡神）を祀ったのが起源とされる。この岩は「根子岩」(ねこいわ)と呼ばれ、現存する。

### 年表
- 仁徳天皇65年 両面宿儺討伐の為、飛騨の地を訪れた難波根子建振熊命が武神を祀った。
- 1589年(天正17年) 再建する。[2]
- 1872年(明治5年) 益田郡下原村・中原村・上原村の郷社となる。

## 摂末社
- 神明神社
- 春日神社
- 天満宮
- 山神
- 稲荷神社

## 祭事
- 例祭（4月1日に近い土日）
  - 花笠踊り（市指定無形民俗文化財）

## 宝物・文化財
- 市指定文化財[3]
  - 狩野法眼作絵馬
  - 狛犬
  - 山車
  - 太刀
  - 薙刀
  - 三木大和守奉納志津三郎作槍
  - 神輿
  - 懸仏
  - 神鏡十面
  - 花笠踊り（無形民俗文化財）
  - 下原八幡神社社叢（天然記念物）
- 神代石

## その他

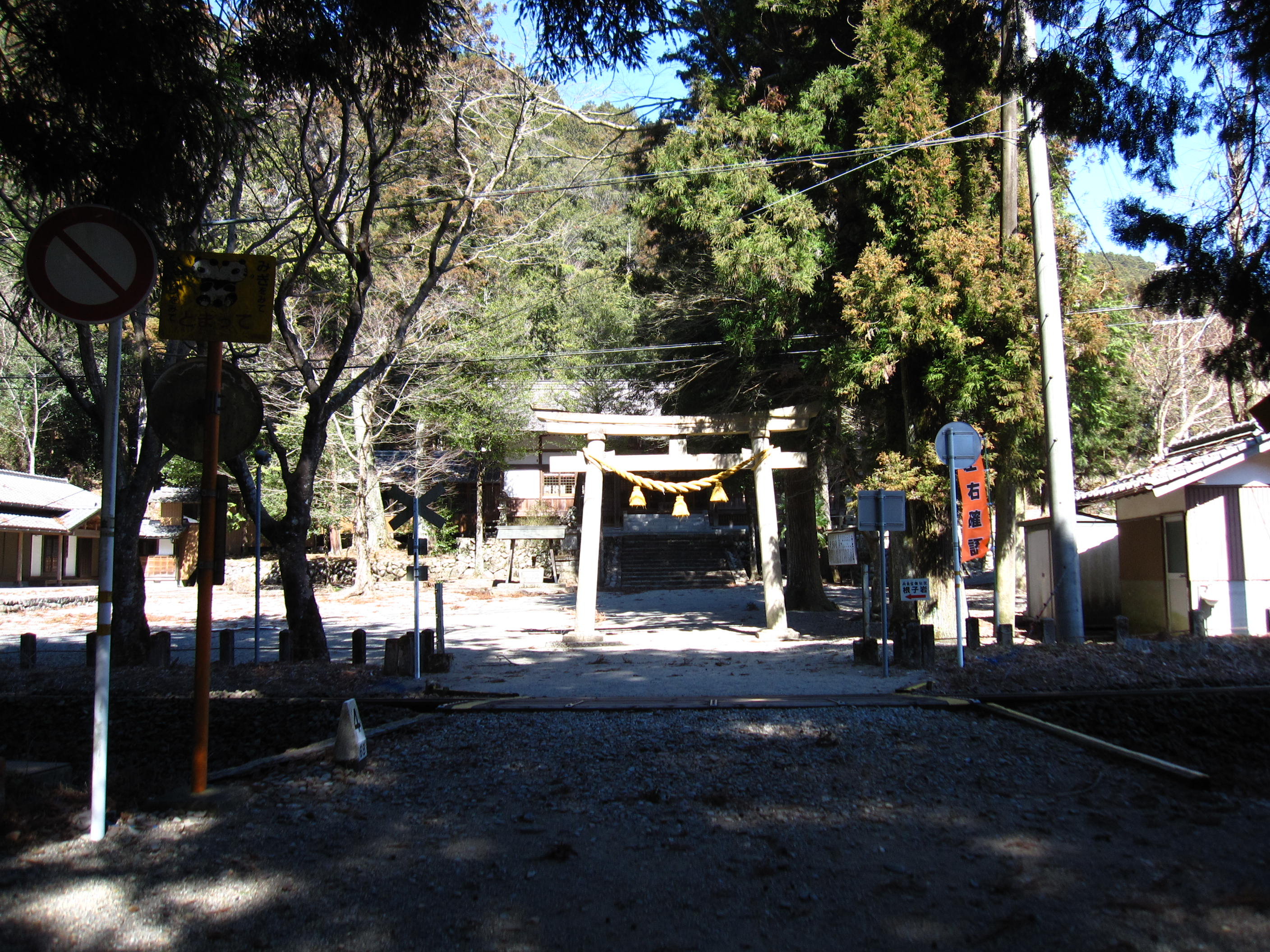
境内を横切る線路

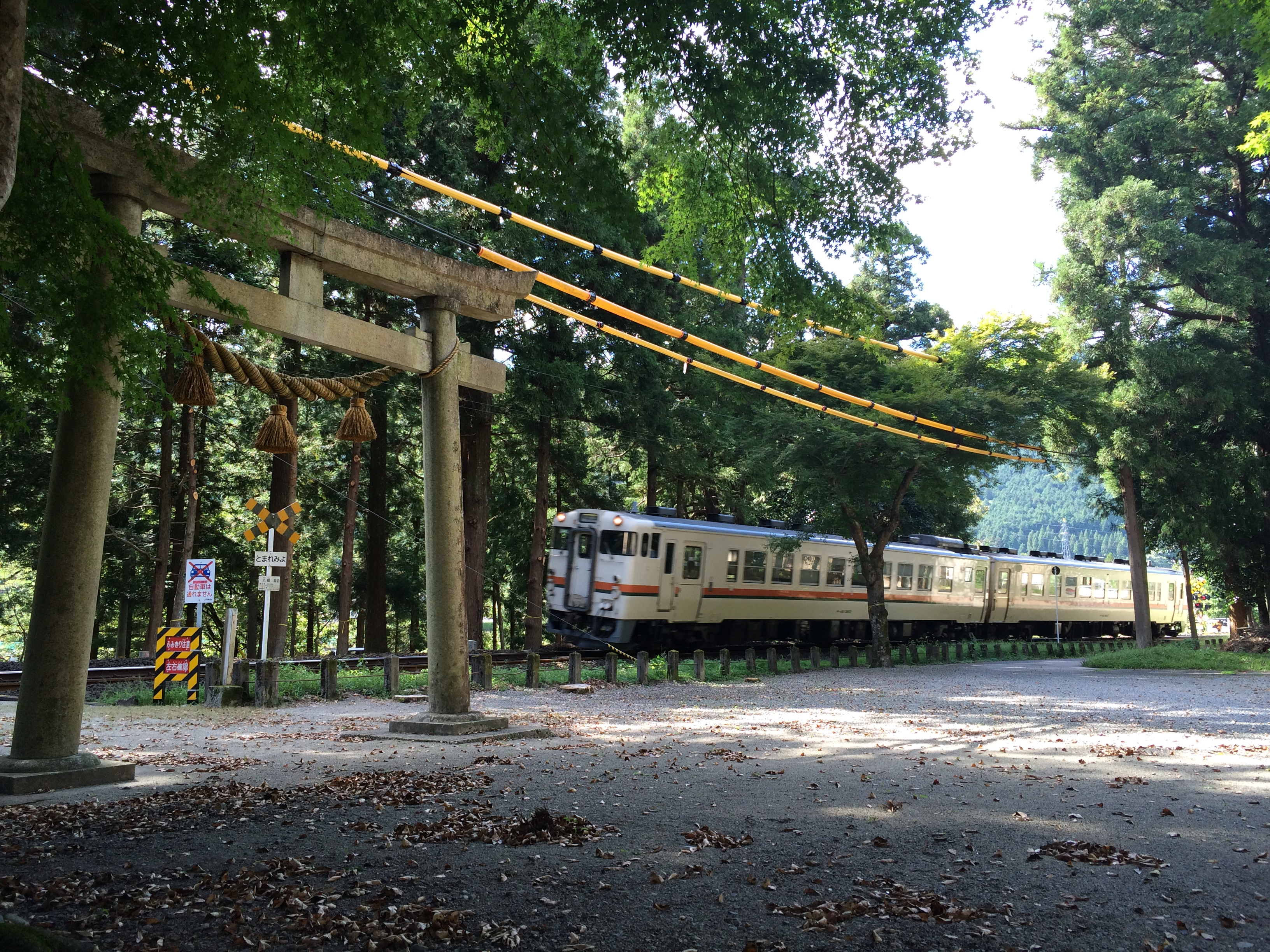
境内を通るJR高山本線

当神社の境内では、JR高山本線の線路が参道を横断している。遮断機は無いため横断時は注意が必要である。
なお、同様に境内地に踏み切りがあり参道を鉄道が横切る寺社には他に、
- 遍照院 - (神奈川県横浜市神奈川区／京急本線)
- 石引神社 - (岐阜県大垣市 - 西濃鉄道市橋線
- 坂田神明宮 - (滋賀県米原市／JR北陸本線)
- 関蝉丸神社下社 - (滋賀県大津市／京阪京津線)
- 澤田八幡神社 - (大阪府藤井寺市／近鉄南大阪線)
- 陶山神社 - (佐賀県西松浦郡有田町/JR佐世保線)

などが挙げられる（括弧内は所在地と路線名）。

## 現地情報
所在地
- 岐阜県下呂市金山町中津原940番地

交通アクセス
- JR高山本線飛騨金山駅下車、徒歩30分。

駐車場
- 10台（無料）